# IAAF Diamond League 2013
La IAAF Diamond League 2013 (o semplicemente Diamond League 2013) è stata la quarta edizione della Diamond League, serie di meeting internazionali di atletica leggera organizzata annualmente dalla IAAF. È iniziata il 10 maggio ed è terminata il 6 settembre; prevedeva la presenza di 14 tappe in 11 diversi stati situati in 3 differenti continenti.

## I meeting
Il programma prevedeva lo svolgimento di quattordici meeting, tutti di un singolo giorno eccetto i London Anniversary Games, che si sono svolti in due giorni consecutivi.
| Nº | Meeting                    | Sede        | Data         | Resoconto |
| -- | -------------------------- | ----------- | ------------ | --------- |
| 1  | Doha Diamond League        | Doha        | 10 maggio    | Resoconto |
| 2  | Shanghai Golden Grand Prix | Shanghai    | 18 maggio    | Resoconto |
| 3  | Adidas Grand Prix          | New York    | 25 maggio    | Resoconto |
| 4  | Prefontaine Classic        | Eugene      | 1º giugno    | Resoconto |
| 5  | Golden Gala Pietro Mennea  | Roma        | 6 giugno     | Resoconto |
| 6  | Bislett Games              | Oslo        | 13 giugno    | Resoconto |
| 7  | Birmingham Grand Prix      | Birmingham  | 30 giugno    | Resoconto |
| 8  | Athletissima               | Losanna     | 4 luglio     | Resoconto |
| 9  | Meeting Areva              | Saint-Denis | 6 luglio     | Resoconto |
| 10 | Herculis                   | Monaco      | 19 luglio    | Resoconto |
| 11 | London Anniversary Games   | Londra      | 26-27 luglio | Resoconto |
| 12 | DN Galan                   | Stoccolma   | 22 agosto    | Resoconto |
| 13 | Weltklasse Zürich          | Zurigo      | 29 agosto    | Resoconto |
| 14 | Memorial Van Damme         | Bruxelles   | 6 settembre  | Resoconto |

## Programma gare
Come da formula della Diamond League, in ogni meeting si disputano tutte le gare in concorso per il jackpot di specialità, alcune in campo maschile e altre in campo femminile, con una regola di alternanza fra due meeting consecutivi. L'unica eccezione riguarda il meeting di Londra, che si svolge su due giorni e prevede un programma completo. Di seguito i vincitori delle diverse tappe.
| Corse Diamond Race |       |       |       |       |         |         |          |          |               |
| Uomini             | 100 m | 200 m | 400 m | 800 m | 1 500 m | 5 000 m | 110 m hs | 400 m hs | 3 000 m siepi |
| Donne              | 100 m | 200 m | 400 m | 800 m | 1 500 m | 5 000 m | 100 m hs | 400 m hs | 3 000 m siepi |

| Concorsi Diamond Race |                  |               |                |              |                |                  |                        |
| Uomini                | Salto con l'asta | Salto in alto | Salto in lungo | Salto triplo | Getto del peso | Lancio del disco | Lancio del giavellotto |
| Donne                 | Salto con l'asta | Salto in alto | Salto in lungo | Salto triplo | Getto del peso | Lancio del disco | Lancio del giavellotto |

### Uomini

#### Corse
| Corse     |            |                    |                       |                       |                       |                        |                          |                        |                       |                           |
| #         | Meeting    | 100 m              | 200 m                 | 400 m                 | 800 m                 | 1 500 m / Miglio       | 3 000 m / 5 000 m        | 110 m hs               | 400 m hs              | 3 000 m siepi             |
| 1         | Doha       | Justin Gatlin 9"97 | -                     | -                     | David Rudisha 1'43"87 | -                      | Hagos Gebrhiwet 7'30"36  | -                      | Michael Tinsley 48"92 | -                         |
| 2         | Shanghai   | -                  | Warren Weir 20"18     | Kirani James 44"02    | -                     | Asbel Kiprop 3'32"39   | -                        | Jason Richardson 13"23 | -                     | Conseslus Kipruto 8'01"16 |
| 3         | New York   | Tyson Gay 10"02    | -                     | -                     | David Rudisha 1'45"14 | -                      | Hagos Gebrhiwet 13'10"03 | Ryan Brathwaite 13"19  | Michael Tinsley 48"43 | -                         |
| 4         | Eugene     | -                  | Nickel Ashmeade 20"14 | LaShawn Merritt 44"32 | -                     | Silas Kiplagat 3'49"48 | -                        | Hansle Parchment 13"05 | -                     | Conseslus Kipruto 8'03"59 |
| 5         | Roma       | Justin Gatlin 9"94 | -                     | -                     | Mohammed Aman 1'43"61 | -                      | Yenew Alamirew 12'54"95  | -                      | Johnny Dutch 48"31    | -                         |
| 6         | Oslo       |                    |                       |                       |                       |                        |                          |                        |                       |                           |
| 7         | Birmingham |                    |                       |                       |                       |                        |                          |                        |                       |                           |
| 8         | Losanna    |                    |                       |                       |                       |                        |                          |                        |                       |                           |
| 9         | Parigi     |                    |                       |                       |                       |                        |                          |                        |                       |                           |
| 10        | Monaco     |                    |                       |                       |                       |                        |                          |                        |                       |                           |
| 11        | Londra     |                    |                       |                       |                       |                        |                          |                        |                       |                           |
| 12        | Stoccolma  |                    |                       |                       |                       |                        |                          |                        |                       |                           |
| 13        | Zurigo     |                    |                       |                       |                       |                        |                          |                        |                       |                           |
| 14        | Bruxelles  |                    |                       |                       |                       |                        |                          |                        |                       |                           |
|           |            |                    |                       |                       |                       |                        |                          |                        |                       |                           |
| Vincitore |            |                    |                       |                       |                       |                        |                          |                        |                       |                           |

#### Concorsi
| Concorsi  |            |                               |                           |                          |                           |                      |                           |                          |  |  |
| #         | Meeting    | Asta                          | Alto                      | Lungo                    | Triplo                    | Peso                 | Disco                     | Giavellotto              |  |  |
| 1         | Doha       | Konstadínos Filippídis 5,82 m | Bohdan Bondarenko 2,33 m  | -                        | Christian Taylor 17,25 m  | Ryan Whiting 22,28 m | -                         | Vítězslav Veselý 85,09 m |  |  |
| 2         | Shanghai   | -                             | Mutaz Essa Barshim 2,33 m | Li Jinzhe 8,34 m         | -                         | -                    | Piotr Małachowski 67,34 m | Tero Pitkämäki 87,60 m   |  |  |
| 3         | New York   | -                             | -                         | -                        | Benjamin Compaoré 16,45 m | Ryan Whiting 21,27 m | -                         | -                        |  |  |
| 4         | Eugene     | Renaud Lavillenie 5,95 m      | Mutaz Essa Barshim 2,40 m | Aleksandr Men'kov 8,39 m | -                         | -                    | Robert Harting 69,75 m    | -                        |  |  |
| 5         | Roma       | Raphael Holzdeppe 5,91 m      | -                         | -                        | Christian Taylor 17,08 m  | David Storl 20,70 m  | -                         | -                        |  |  |
| 6         | Oslo       |                               |                           |                          |                           |                      |                           |                          |  |  |
| 7         | Birmingham |                               |                           |                          |                           |                      |                           |                          |  |  |
| 8         | Losanna    |                               |                           |                          |                           |                      |                           |                          |  |  |
| 9         | Parigi     |                               |                           |                          |                           |                      |                           |                          |  |  |
| 10        | Monaco     |                               |                           |                          |                           |                      |                           |                          |  |  |
| 11        | Londra     |                               |                           |                          |                           |                      |                           |                          |  |  |
| 12        | Stoccolma  |                               |                           |                          |                           |                      |                           |                          |  |  |
| 13        | Zurigo     |                               |                           |                          |                           |                      |                           |                          |  |  |
| 14        | Bruxelles  |                               |                           |                          |                           |                      |                           |                          |  |  |
|           |            |                               |                           |                          |                           |                      |                           |                          |  |  |
| Vincitore |            |                               |                           |                          |                           |                      |                           |                          |  |  |

     Prestazione che stabilisce il nuovo record del meeting

### Donne

#### Corse
| Corse      |            |                               |                               |                       |                            |                       |                          |                   |                      |                         |
| #          | Meeting    | 100 m                         | 200 m                         | 400 m                 | 800 m                      | 1 500 m / Miglio      | 3 000 m / 5 000 m        | 100 m hs          | 400 m hs             | 3 000 m siepi           |
| 1          | Doha       | -                             | Shelly-Ann Fraser-Pryce 10"92 | Amantle Montsho 49"88 | -                          | Abeba Aregawi 3'56"60 | -                        | Dawn Harper 12"60 | -                    | Lidya Chepkurui 9'13"75 |
| 2          | Shanghai   | Shelly-Ann Fraser-Pryce 10"93 | -                             | -                     | Francine Niyonsaba 2'00"33 | -                     | Genzebe Dibaba 14'45"92  | -                 | Zuzana Hejnová 53"79 | -                       |
| 3          | New York   | -                             | Veronica Campbell-Brown 22"53 | Amantle Montsho 49"91 | -                          | Abeba Aregawi 4'03"69 | -                        | -                 | -                    | Lidya Chepkurui 9'30"82 |
| 4          | Eugene     | Shelly-Ann Fraser-Pryce 10"71 | -                             | -                     | Francine Niyonsaba 1'56"72 | -                     | Tirunesh Dibaba 14'42"01 | -                 | Zuzana Hejnová 53"70 | -                       |
| 5          | Roma       | -                             | Murielle Ahouré 22"36         | Amantle Montsho 49"87 | -                          | Abeba Aregawi 4'00"23 | -                        | Dawn Harper 12"65 | -                    | Milcah Cheywa 9'16"14   |
| 6          | Oslo       |                               |                               |                       |                            |                       |                          |                   |                      |                         |
| 7          | Birmingham |                               |                               |                       |                            |                       |                          |                   |                      |                         |
| 8          | Losanna    |                               |                               |                       |                            |                       |                          |                   |                      |                         |
| 9          | Parigi     |                               |                               |                       |                            |                       |                          |                   |                      |                         |
| 10         | Monaco     |                               |                               |                       |                            |                       |                          |                   |                      |                         |
| 11         | Londra     |                               |                               |                       |                            |                       |                          |                   |                      |                         |
| 12         | Stoccolma  |                               |                               |                       |                            |                       |                          |                   |                      |                         |
| 13         | Zurigo     |                               |                               |                       |                            |                       |                          |                   |                      |                         |
| 14         | Bruxelles  |                               |                               |                       |                            |                       |                          |                   |                      |                         |
|            |            |                               |                               |                       |                            |                       |                          |                   |                      |                         |
| Vincitrice |            |                               |                               |                       |                            |                       |                          |                   |                      |                         |

#### Concorsi
| Concorsi   |            |                        |                                        |                             |                           |                             |                         |                             |  |  |
| #          | Meeting    | Alto                   | Asta                                   | Lungo                       | Triplo                    | Peso                        | Disco                   | Giavellotto                 |  |  |
| 1          | Doha       | -                      | -                                      | Brittney Reese 7,25 m       | -                         | -                           | Sandra Perković 68,23 m | -                           |  |  |
| 2          | Shanghai   | Elena Isinbaeva 4,70 m | -                                      | -                           | Caterine Ibargüen 14,69 m | Christina Schwanitz 20,20 m | -                       | -                           |  |  |
| 3          | New York   | Jennifer Suhr 4,63 m   | Blanka Vlašić 1,94 m                   | Janay DeLoach Soukup 6,79 m | -                         | -                           | Sandra Perković 68,48 m | Christina Obergföll 65,33 m |  |  |
| 4          | Eugene     | -                      | -                                      | -                           | Caterine Ibargüen 14,93 m | Valerie Adams 20,15 m       | -                       | Christina Obergföll 67,70 m |  |  |
| 5          | Roma       | -                      | Anna Čičerova Svetlana Shkolina 1,98 m | Brittney Reese 6,99 m       | -                         | -                           | Sandra Perković 68,25 m | Christina Obergföll 66,45 m |  |  |
| 6          | Oslo       |                        |                                        |                             |                           |                             |                         |                             |  |  |
| 7          | Birmingham |                        |                                        |                             |                           |                             |                         |                             |  |  |
| 8          | Losanna    |                        |                                        |                             |                           |                             |                         |                             |  |  |
| 9          | Parigi     |                        |                                        |                             |                           |                             |                         |                             |  |  |
| 10         | Monaco     |                        |                                        |                             |                           |                             |                         |                             |  |  |
| 11         | Londra     |                        |                                        |                             |                           |                             |                         |                             |  |  |
| 12         | Stoccolma  |                        |                                        |                             |                           |                             |                         |                             |  |  |
| 13         | Zurigo     |                        |                                        |                             |                           |                             |                         |                             |  |  |
| 14         | Bruxelles  |                        |                                        |                             |                           |                             |                         |                             |  |  |
|            |            |                        |                                        |                             |                           |                             |                         |                             |  |  |
| Vincitrice |            |                        |                                        |                             |                           |                             |                         |                             |  |  |

     Prestazione che stabilisce il nuovo record del meeting

## Risultati
Al termine della manifestazione, il vincitore di ogni classifica di specialità riceve un premio di 40 000 dollari e un trofeo a forma di diamante creato da Beyer, uno degli storici e più prestigiosi gioiellieri a livello mondiale.

### Maschili
| Specialità                        |                   | Punti | 2º classificato        | Punti | 3º classificato                             | Punti |
| Corse piane                       |                   |       |                        |       |                                             |       |
| 100 m (dettagli)                  | Justin Gatlin     | 14    | Usain Bolt             | 10    | Nesta Carter                                | 5     |
| 200 m (dettagli)                  | Warren Weir       | 18    | Nickel Ashmeade        | 8     | Serhiy Smelyk                               | 4     |
| 400 m (dettagli)                  | LaShawn Merritt   | 20    | Kirani James           | 18    | Yousef Masrahi                              | 4     |
| 800 m (dettagli)                  | Mohammed Aman     | 22    | Duane Solomon          | 4     | Nick Symmonds                               | 4     |
| 1 500 m (dettagli)                | Ayanleh Souleiman | 18    | Silas Kiplagat         | 14    | Asbel Kiprop                                | 6     |
| 5 000 m (dettagli)                | Yenew Alamirew    | 19    | Hagos Gebrhiwet        | 15    | Edwin Soi                                   | 4     |
| Corse a ostacoli                  |                   |       |                        |       |                                             |       |
| 110 hs (dettagli)                 | David Oliver      | 18    | Jason Richardson       | 6     | Ryan Wilson                                 | 6     |
| 400 hs (dettagli)                 | Javier Culson     | 15    | Jehue Gordon           | 12    | Michael Tinsley                             | 9     |
| 3 000 siepi (dettagli)            | Conseslus Kipruto | 15    | Hillary Yego           | 14    | Ezekiel Kemboi                              | 6     |
| Salti                             |                   |       |                        |       |                                             |       |
| Salto con l'asta (dettagli)       | Renaud Lavillenie | 22    | Konstadínos Filippídis | 13    | Augusto de Oliveira Björn Otto              | 3     |
| Salto in alto (dettagli)          | Bohdan Bondarenko | 26    | Mutaz Essa Barshim     | 13    | Konstadinos Baniotis                        | 4     |
| Salto in lungo (dettagli)         | Aleksandr Men'kov | 18    | Zarck Visser           | 8     | Godfrey Khotso Mokoena                      | 6     |
| Salto triplo (dettagli)           | Christian Taylor  | 23    | Teddy Tamgho           | 13    | Pedro Pablo Pichardo                        | 5     |
| Lanci                             |                   |       |                        |       |                                             |       |
| Getto del peso (dettagli)         | Ryan Whiting      | 26    | Georgi Ivanov          | 4     | Dylan Armstrong Cory Martin Ladislav Prášil | 3     |
| Lancio del disco (dettagli)       | Gerd Kanter       | 16    | Piotr Małachowski      | 14    | Robert Harting                              | 12    |
| Lancio del giavellotto (dettagli) | Vítězslav Veselý  | 18    | Tero Pitkämäki         | 16    | Andreas Thorkildsen                         | 8     |

### Femminili
| Specialità                        |                         | Punti | 2º classificato     | Punti | 3º classificato                      | Punti |
| Corse piane                       |                         |       |                     |       |                                      |       |
| 100 m (dettagli)                  | Shelly-Ann Fraser-Pryce | 20    | Alexandria Anderson | 6     | Kerron Stewart                       | 4     |
| 200 m (dettagli)                  | Shelly-Ann Fraser-Pryce | 15    | Murielle Ahouré     | 12    | Mariya Ryemyen                       | 6     |
| 400 m (dettagli)                  | Amantle Montsho         | 24    | Natasha Hastings    | 11    | Francena McCorory                    | 8     |
| 800 m (dettagli)                  | Eunice Sum              | 12    | Malika Akkaoui      | 6     | Ekaterina Poistogova Marija Savinova | 4     |
| 1 500 m (dettagli)                | Abeba Aregawi           | 28    | Hellen Obiri        | 6     | Jennifer Simpson                     | 5     |
| 5 000 m (dettagli)                | Meseret Defar           | 18    | Tirunesh Dibaba     | 12    | Mercy Cherono                        | 6     |
| Corse a ostacoli                  |                         |       |                     |       |                                      |       |
| 100 hs (dettagli)                 | Dawn Harper             | 24    | Kellie Wells        | 7     | Tiffany Porter                       | 5     |
| 400 hs (dettagli)                 | Zuzana Hejnová          | 32    | Kaliese Spencer     | 7     | Dalilah Muhammad Denisa Rosolová     | 2     |
| 3 000 siepi (dettagli)            | Milcah Cheywa           | 20    | Lidya Chepkurui     | 12    | Sofia Assefa                         | 12    |
| Salti                             |                         |       |                     |       |                                      |       |
| Salto con l'asta (dettagli)       | Silke Spiegelburg       | 17    | Yarisley Silva      | 13    | Fabiana Murer                        | 10    |
| Salto in alto (dettagli)          | Svetlana Shkolina       | 20    | Anna Čičerova       | 17    | Emma Green                           | 6     |
| Salto in lungo (dettagli)         | Shara Proctor           | 17    | Blessing Okagbare   | 14    | Brittney Reese                       | 10    |
| Salto triplo (dettagli)           | Caterine Ibargüen       | 28    | Ol'ha Saladucha     | 11    | Kimberly Williams                    | 7     |
| Lanci                             |                         |       |                     |       |                                      |       |
| Getto del peso (dettagli)         | Valerie Adams           | 16    | Christina Schwanitz | 12    | Michelle Carter                      | 6     |
| Lancio del disco (dettagli)       | Sandra Perković         | 32    | Gia Lewis-Smallwood | 9     | Yarelys Barrios                      | 6     |
| Lancio del giavellotto (dettagli) | Christina Obergföll     | 25    | Marija Abakumova    | 18    | Linda Stahl                          | 4     |